# Jenna O'Hea
Jenna O'Hea (nascuda el 6 de juny de 1987 a Melbourne, Austràlia) és una jugadora de bàsquet australiana. Ha aconseguit tres medalles en competicions internacionals amb Austràlia. Juga pel Seattle Storm en l'Associació Nacional de Bàsquet Femení, i pels Rangers de Dandenong en la Lliga Nacional de Bàsquet Femení. És també membre de l'equip nacional de bàsquet femení d'Austràlia.
Va participar en el campament d'entrenament de l'equip nacional, celebrat del 14 al 18 maig de 2012 en l'Institut Australià de l'Esport. El diari local va esperar que seria una arrencada olímpica als Jocs de 2012. Jugadors òpal van fer a l'equip usar sabates Dunlop Volleys, que són molt cobejats per O'Hea. A principis de maig de 2012, O'Hea i varis dels seus companys de l'equip nacional van fer un esforç de condicionament de la força en el període previ al camp d'entrenament a mitjan maig.